# Khyber (Distrikt)
Der Distrikt Khyber ist ein Verwaltungsdistrikt in Pakistan in der Provinz Khyber Pakhtunkhwa. Sitz der Distriktverwaltung ist die Stadt Landi Kotal.
Der Distrikt hat eine Fläche von 2576  km² und nach der Volkszählung von 2017 986.973 Einwohner. Die Bevölkerungsdichte beträgt 383 Einwohner/km².

## Geografie
Der Distrikt befindet sich im mittleren Teil der Provinz Khyber Pakhtunkhwa, die sich im Norden von Pakistan befindet.

## Geschichte
Die Islamisten der Tehrik-i-Taliban Pakistan, Lashkar-e-Islam und Tehreek-e-Nafaz-e-Shariat-e-Mohammadi flohen nach dem von den USA geführten Krieg in Afghanistan im Jahr 2001 in die damalige Khyber Agency. Aufgrund des Fehlens einer starken Regierungsgewalt in der Region und des unwegsamen, bergigen Geländes gerieten bis 2007 über 90 Prozent der Khyber Agency unter ihre Kontrolle. Nach 2007 begannen die Islamisten Regierungs- und Militäreinrichtungen in der Provinz Khyber Pakhtunkhwa anzugreifen, wobei viele Menschen verwundet und getötet wurden. Die pakistanische Armee begann 2008 eine Operation, um die Aktivitäten der Islamisten in der Region zurückzudrängen. Diese Operation führte zu Hunderten von Toten auf beiden Seiten.
Das Gebiet gehörte ab 1947 zu den Stammesgebieten unter Bundesverwaltung. 2018 wurden die Stammesgebiete aufgelöst und Khyber wurde als Distrikt Teil der Provinz Khyber Pakhtunkhwa.

## Demografie
Zwischen 1998 und 2017 wuchs die Bevölkerung um jährlich 3,15 %. Von der Bevölkerung leben ca. 10 % in städtischen Regionen und ca. 90 % in ländlichen Regionen. Das Geschlechterverhältnis liegt bei 105 Männer pro 100 Frauen und ergibt damit einen für Pakistan häufigen Männerüberschuss. Im Distrikt wird vorwiegend die Sprache Paschto gesprochen. Der paschtunische Stamm der Afridi bildet die Mehrheit der Bevölkerung.
| Jahr | Einwohnerzahl |
| ---- | ------------- |
| 1972 | 378.032       |
| 1981 | 284.256       |
| 1998 | 546.730       |
| 2017 | 986.973       |

## Wirtschaft
Lebensgrundlage für den größten Teil der Bevölkerung ist die Landwirtschaft, welche auf Subsistenzlevel betrieben wird.

## Galerie

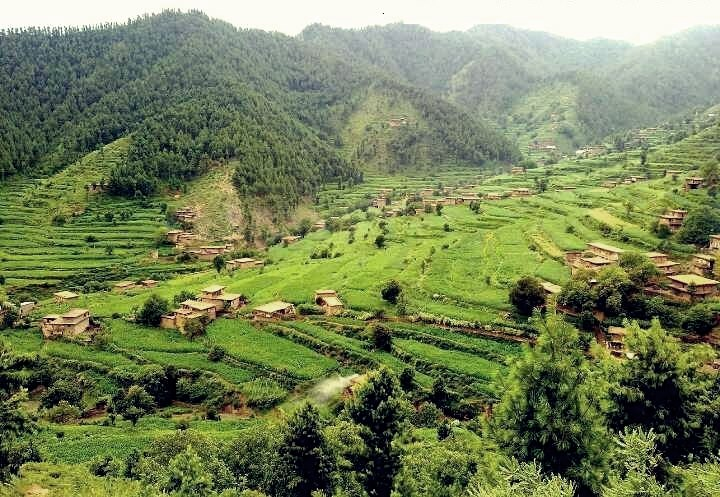
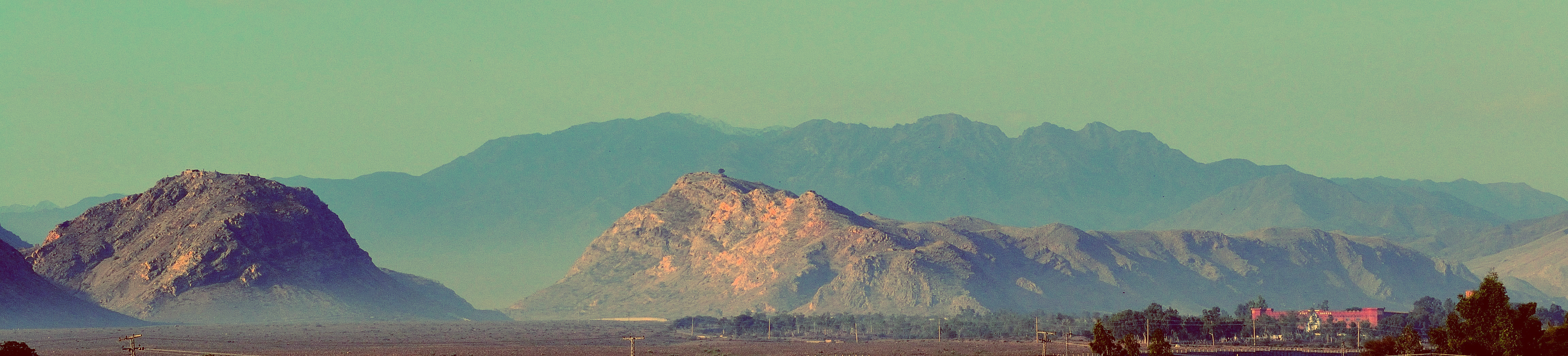